# Galeriegrab von Dampsmesnil
Das Galeriegrab von Dampsmesnil (französisch Allée couverte d’Aveny) liegt im Wald 1,6 km nordöstlich des Dorfes Dampsmesnil, zwischen Gisors und Vernon im Département Eure in der Normandie in Frankreich. Die Anlage wurde von den Trägern der so genannten Seine-Oise-Marne-Kultur (SOM-Kultur) zwischen 2500 und 2000 v. Chr. errichtet. Inventar der Denkmalpflegeliste der Region ist es bereits seit dem Jahre 1907.
Der gedeckte Teil der Anlage war neun Meter lang. Nur zwei der mindestens vier Decksteine sind unzerstört erhalten. Der Zugang besteht aus einer halb zerstörten rund durchlochten Platte. Der hier recht große Durchbruch diente dazu, den Verschlussstein aufzunehmen, der aber verloren ging. Die Anlage hat einen kurzen, heute oben offenen Vorraum. Ihr Deckenteil ist verlagert worden. Möglicherweise war die Anlage ursprünglich von einem Erdhügel bedeckt. Trotz Plünderung durch Grabräuber wurden menschliche Knochen, Fragmente von Schädeln und Zähne von Bären, Pferden und Hunden sowie Keramikscherben, polierte Beile und Pfeilspitzen aus Feuerstein gefunden.
Das Glanzstück der Anlage ist die Skulptur auf dem Eingangsstein. Sie wird als „Göttin des Todes“, französisch Déesse de la mort oder „Göttin der Fruchtbarkeit“, bezeichnet. Sie ist die älteste Darstellung in der Normandie. Sie wird als Teil eines Welterbes angesehen, von deren Art es in Frankreich nur insgesamt sieben Exemplare gibt. In verschiedenen Museen werden in Harz gegossene Kopien gezeigt.

Skizzen der Untersuchungen im 19. Jahrhundert
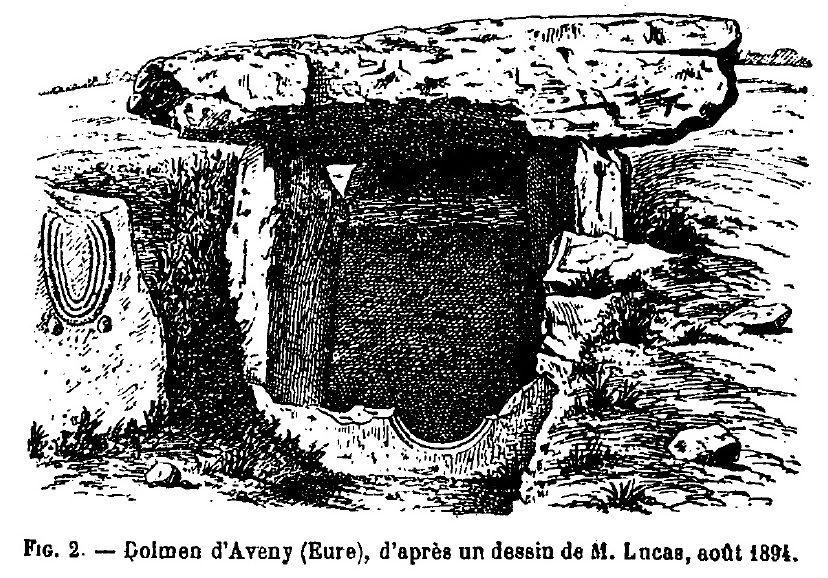
Skizze von 1894 – Querschnitt
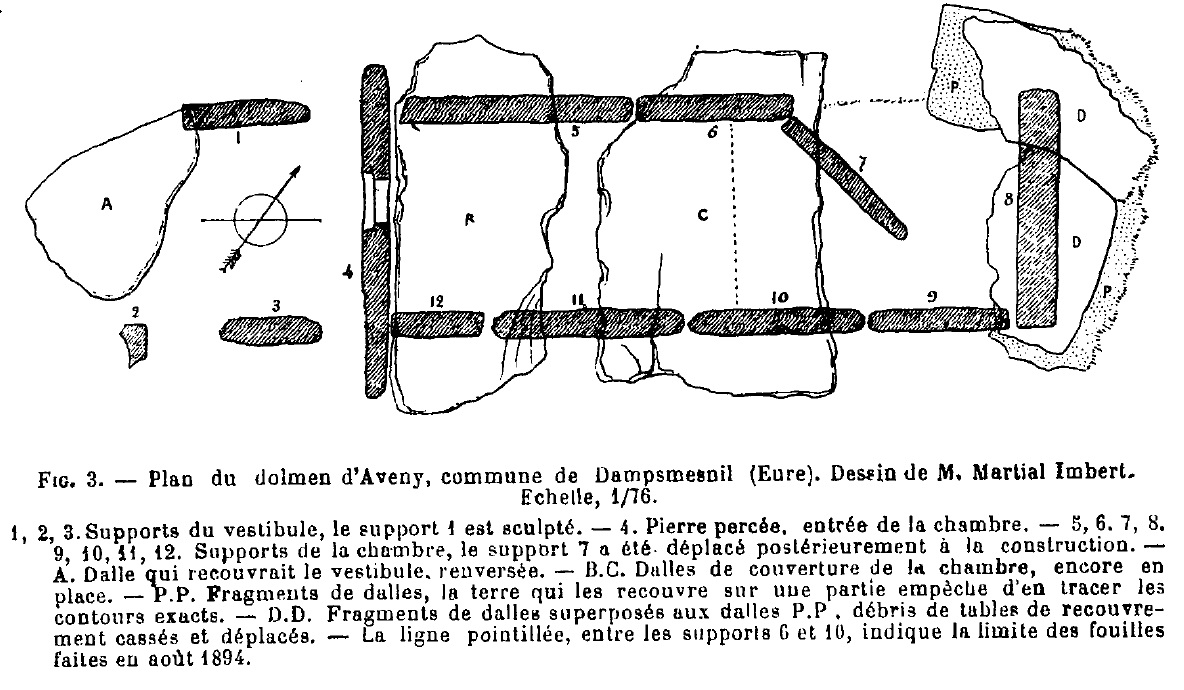
Skizze von 1894 – Grundplan
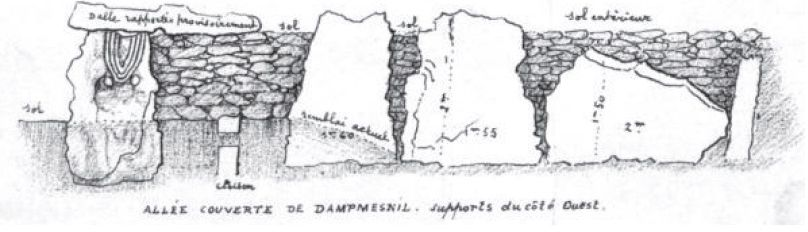
Skizze von 1897 – Langsschnitt
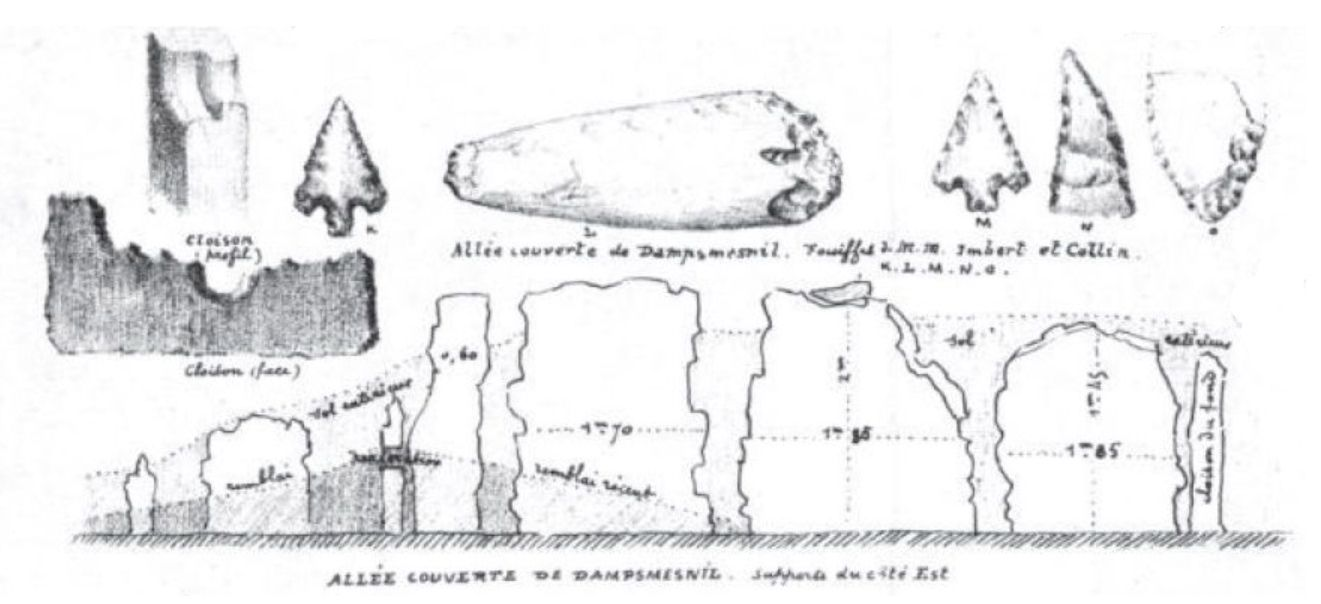
Skizze von 1897 – Details und Funde
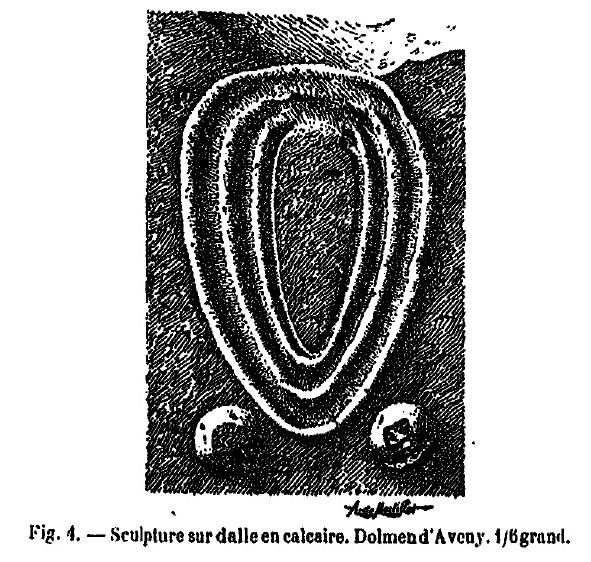
Skizze von 1894 – Felsritzung
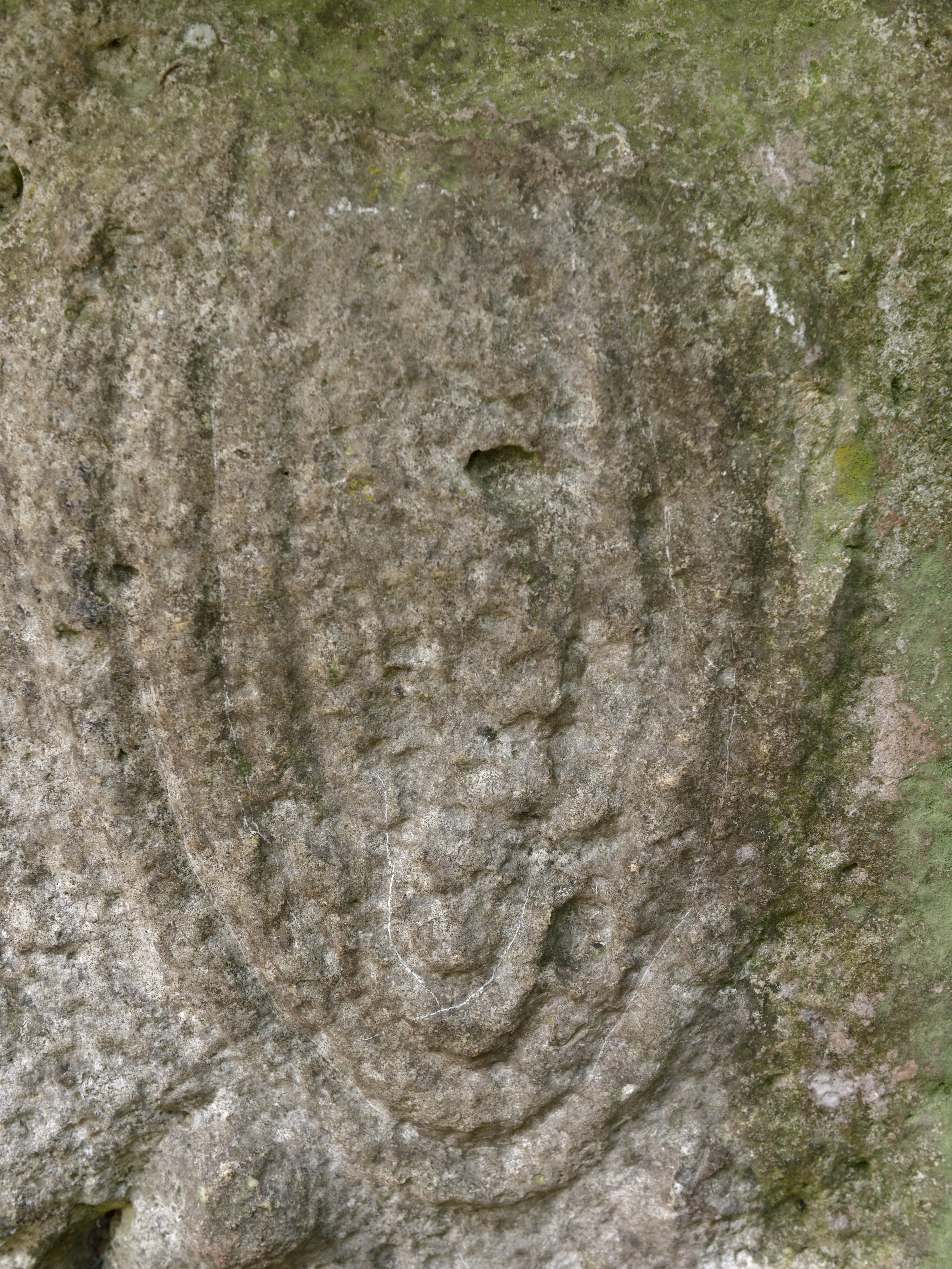
Original der Felsritzung

Das Galeriegrab ist seit 1907 als Monument historique registriert.